# Raymond Felton
Raymond Bernard Felton Jr. (* 26. Juni 1984 in Marion, South Carolina) ist ein ehemaliger US-amerikanischer Basketballspieler. Der 1,85 Meter große Point Guard ist seit 2005 in der NBA aktiv und stand zuletzt bei den Oklahoma City Thunder unter Vertrag.

## Karriere
In der NCAA spielte Felton von 2002 bis 2005 für die renommierte Mannschaft der University of North Carolina at Chapel Hill, mit der er in seinem Junior-Jahr dort die NCAA Division I Basketball Championship gewann. Im anschließenden NBA-Draft wurde er an 5. Stelle von den Charlotte Bobcats ausgewählt, womit er einer von vier Spielern der UNC Tar Heels unter den 14 zuerst ausgewählten Spielern, den sogenannten Lottery-Picks, war.
In seiner ersten Saison wurde Felton schnell Stammspieler bei den Bobcats und aufgrund seiner Leistungen ins NBA All-Rookie Second Team gewählt. 2006/07 und 2007/08 gehörte er jeweils zu den zehn Spielern mit dem höchsten Schnitt an Assists pro Spiel der Liga.
Zur Saison 2010/11 folgte ein Wechsel zu den New York Knicks, wo er sich zu einem der besten Point Guards der Eastern Conference entwickelte. Im Februar 2011 wurde er zu den Denver Nuggets transferiert. Mit den Nuggets schied Felton in der folgenden Spielzeit allerdings in der ersten Runde der Playoffs aus.
Ende Juni 2011 wurde Felton im Rahmen eines Trades von den Nuggets zu den Portland Trail Blazers transferiert. Für die Blazers spielte er die gesamte Saison 2011/2012, jedoch konnte Portland die Playoffs nicht erreichen. Im Sommer 2012 wurde Felton von den Blazers zusammen mit Kurt Thomas an die New York Knicks abgegeben, für die er bereits von 2010 bis 2011 gespielt hatte.
Während die Knicks am Ende der folgenden regulären Saison überraschend den 2. Platz in der Eastern Conference belegten und letztendlich das Conference-Halbfinale erreichten, verlief die Spielzeit 2013/14 enttäuschend für Felton, der im Februar 2014 zudem wegen unerlaubten Waffenbesitzes angeklagt wurde.
Zur Saison 2014/2015 wurde Felton zusammen mit Center Tyson Chandler von den Knicks zu den Dallas Mavericks transferiert.
Nach Ablauf seines Vertrages bei den Mavs wechselte Felton zu den Los Angeles Clippers. Von 2017 bis 2019 spielte er für die Oklahoma City Thunder.